# Edward Frankland Armstrong
Edward Frankland Armstrong, född 5 september 1878 i London, död 14 december 1945, var en brittisk kemist. Han var son till Henry Edward Armstrong.
Armstrong var lärjunge till Emil Fischer och Jacobus Henricus van 't Hoff, och var en av det tiiga 1900-talets främsta kännare av sockerarternas kemi. Han huvudarbete The simple carbohydrates abd the glucosides utkom i flera upplagor. Han var från 1925 verkställande direktör i Brittish Dystuffs corporation.